# Glires
Glires är en systematisk grupp av däggdjur som omfattar de två systergrupperna hardjur och gnagare. Glires ingår tillsammans med Euarchonta i överordningen Euarchontoglires inom de högre däggdjuren.
Det vetenskapliga namnet Glires var i romerska riket en betckning för sovmöss.
|        | Scandentia (Spetsekorrar)                                                                    |
|        |                                                                                              |
| Glires | \| \| Rodentia (gnagare) \| \| \| \| \| \| Lagomorpha (kaniner, harar, pipharar) \| \| \| \| |
|        | \| \| Rodentia (gnagare) \| \| \| \| \| \| Lagomorpha (kaniner, harar, pipharar) \| \| \| \| |
|        | Rodentia (gnagare)                                                                           |
|        |                                                                                              |
|        | Lagomorpha (kaniner, harar, pipharar)                                                        |
|        |                                                                                              |

|  | Rodentia (gnagare)                    |
|  |                                       |
|  | Lagomorpha (kaniner, harar, pipharar) |
|  |                                       |

|  | Dermoptera (Pälsfladdrare)                                                 |
|  |                                                                            |
|  | \| \| Primater (†Plesiadapiformes, Strepsirrhini, Haplorrhini) \| \| \| \| |
|  |                                                                            |
|  | Primater (†Plesiadapiformes, Strepsirrhini, Haplorrhini)                   |
|  |                                                                            |

|  | Primater (†Plesiadapiformes, Strepsirrhini, Haplorrhini) |
|  |                                                          |

|        | Scandentia (Spetsekorrar)                                                                    |
|        |                                                                                              |
| Glires | \| \| Rodentia (gnagare) \| \| \| \| \| \| Lagomorpha (kaniner, harar, pipharar) \| \| \| \| |
|        | \| \| Rodentia (gnagare) \| \| \| \| \| \| Lagomorpha (kaniner, harar, pipharar) \| \| \| \| |
|        | Rodentia (gnagare)                                                                           |
|        |                                                                                              |
|        | Lagomorpha (kaniner, harar, pipharar)                                                        |
|        |                                                                                              |

|  | Rodentia (gnagare)                    |
|  |                                       |
|  | Lagomorpha (kaniner, harar, pipharar) |
|  |                                       |

|  | Dermoptera (Pälsfladdrare)                                                 |
|  |                                                                            |
|  | \| \| Primater (†Plesiadapiformes, Strepsirrhini, Haplorrhini) \| \| \| \| |
|  |                                                                            |
|  | Primater (†Plesiadapiformes, Strepsirrhini, Haplorrhini)                   |
|  |                                                                            |

|  | Primater (†Plesiadapiformes, Strepsirrhini, Haplorrhini) |
|  |                                                          |

Taxonet omfattar även utdöda djurgrupper som familjerna Eurymylidae, Mimotonidae, Decipomyidae och Rhombomylidae. Typisk för arterna är ett par stora av avplattade framtänder i varje käke som växer hela tiden. Hardjur har dessutom ett par små framtänder direkt bakom. Tandemalj finns endast på framtändernas framsida. Alla arter saknar hörntänder och den första premolaren (ibland även den andra). Tidigare fossil av djurgruppen från paleocen och eocen hittades i Asien. Den första tidiga medlemmen av gruppen som inte var begränsad till Asien är släktet Alagomys som även hittades i Nordamerika.